# Синагога Бейт Хабад (Одеса)
«Бейт Хаба́д» (івр. בית חב"ד — «Дім Хабаду») — синагога в місті Одесі, розташована за адресою вулиця Вадима Корженка, 21. Одна з найстаріших у місті, вважається другою за значущістю синагогою Одеси.

## Історія

### Товариство «Малбіш Арумім» та заснування синагоги
Історія синагоги нерозривно пов'язана з одним із найстаріших єврейських благодійних товариств Одеси — «Малбіш Арумім» (івр. מלביש ערומים — «Той, що одягає нагих»), яке було створено ще у 1820-х роках. Метою товариства було забезпечення одягом бідних членів єврейської громади. Кошти на закупівлю одягу надходили від так званого «коробкового збору» (податку на продаж кошерного м'яса), а також від добровільних пожертв.
З другої половини XIX століття товариство та його молитовний будинок, відомий як «синагога кравців», розміщувалися на вулиці Ремісничій, 21. У 1893 році на кошти купця Мойсея Карка для потреб товариства було зведено нову одноповерхову будівлю.

### Закриття та занепад у радянський період
Після встановлення радянської влади, приблизно у 1920 році, синагогу було закрито, а благодійне товариство «Малбіш Арумім» ліквідовано. Будівлю синагоги перетворили на складське приміщення. У роки Другої світової війни, під час окупації, будівля неодноразово зазнавала проявів антисемітизму.

### Відродження та сучасність
У 1992 році, після відновлення незалежності України, будівлю було повернуто єврейській громаді Одеси. У 1997–1998 роках завдяки зусиллям тодішнього головного рабина Одеси та Одеської області Ішаї Гіссера було проведено комплексну реконструкцію синагоги.
Відновлений молитовний дім отримав назву «Бейт Хабад», що означає «Дім Хабаду» — на честь напрямку в хасидизмі Хабад-Любавич.
З серпня 1998 року Одеську юдейську релігійну громаду «Шомрей Шабос», що базується в синагозі, очолив рабин Авраам Вольф, який також є головним рабином Одеси та Півдня України.
Сьогодні в будівлі, окрім синагоги, розташовується правління Одеської релігійної громади «Шомрей Шабос», редакція однойменної щотижневої газети та кухня для приготування кошерної їжі. Синагога є важливим центром єврейського общинного життя в Одесі.

## Архітектура та інтер'єр
Зовні будівля синагоги є скромною одноповерховою спорудою. Однак її внутрішнє оздоблення відзначається багатством та символізмом. Стіна, що звернена до Єрусалиму (мізрах), стилізована під Стіну плачу.
Центральне місце в молитовній залі займає біма — підвищення, з якого читають сувій Тори. Сувої Тори зберігаються у спеціальній шафі, що називається Арон кодеш («священний ковчег»), яка прикрита багато прикрашеною завісою — парохетом. На сувої Тори надягають срібні прикраси у формі корони — кетер Тора («корона Тори»).

## Галерея

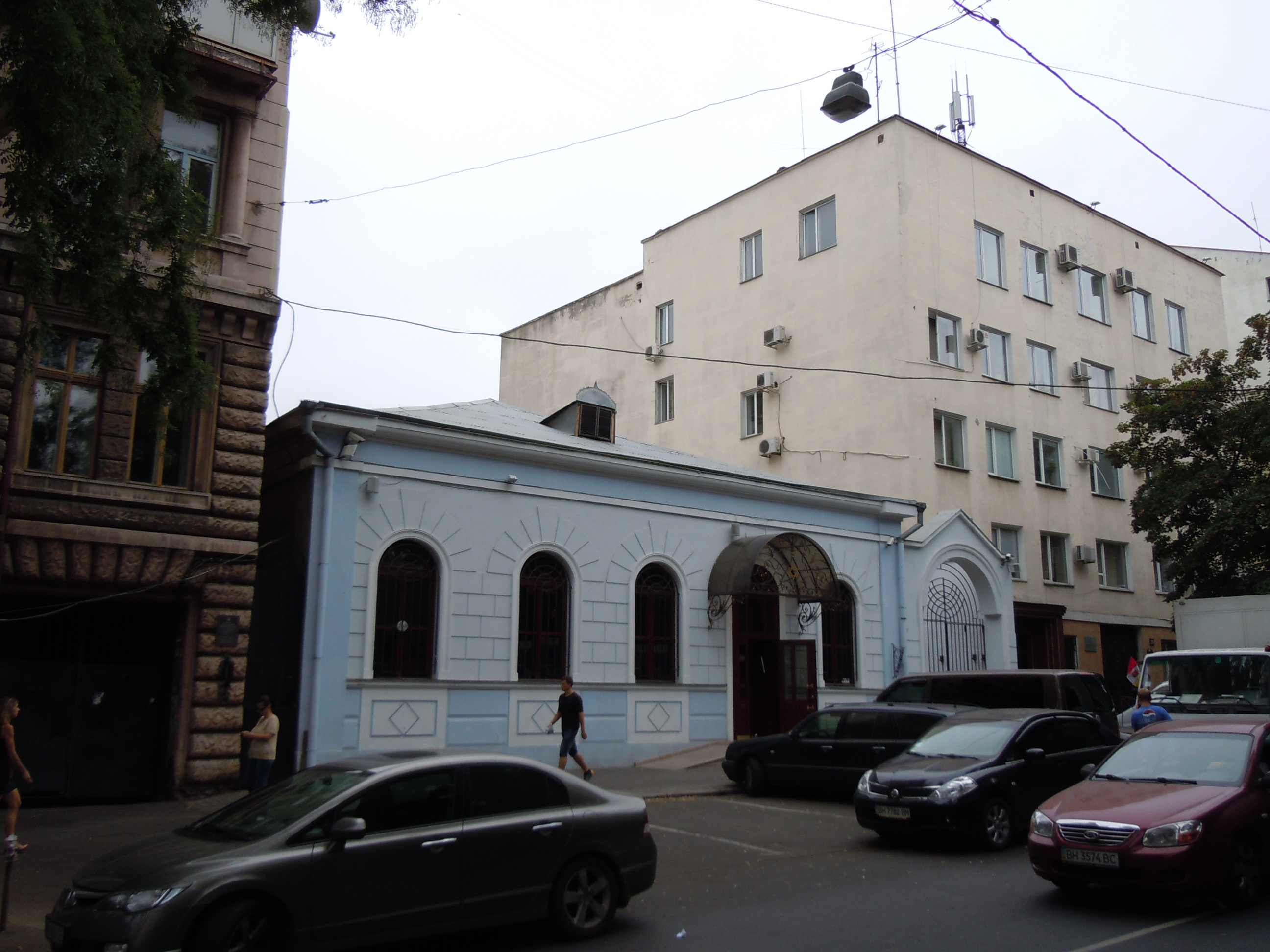
Загальний вигляд
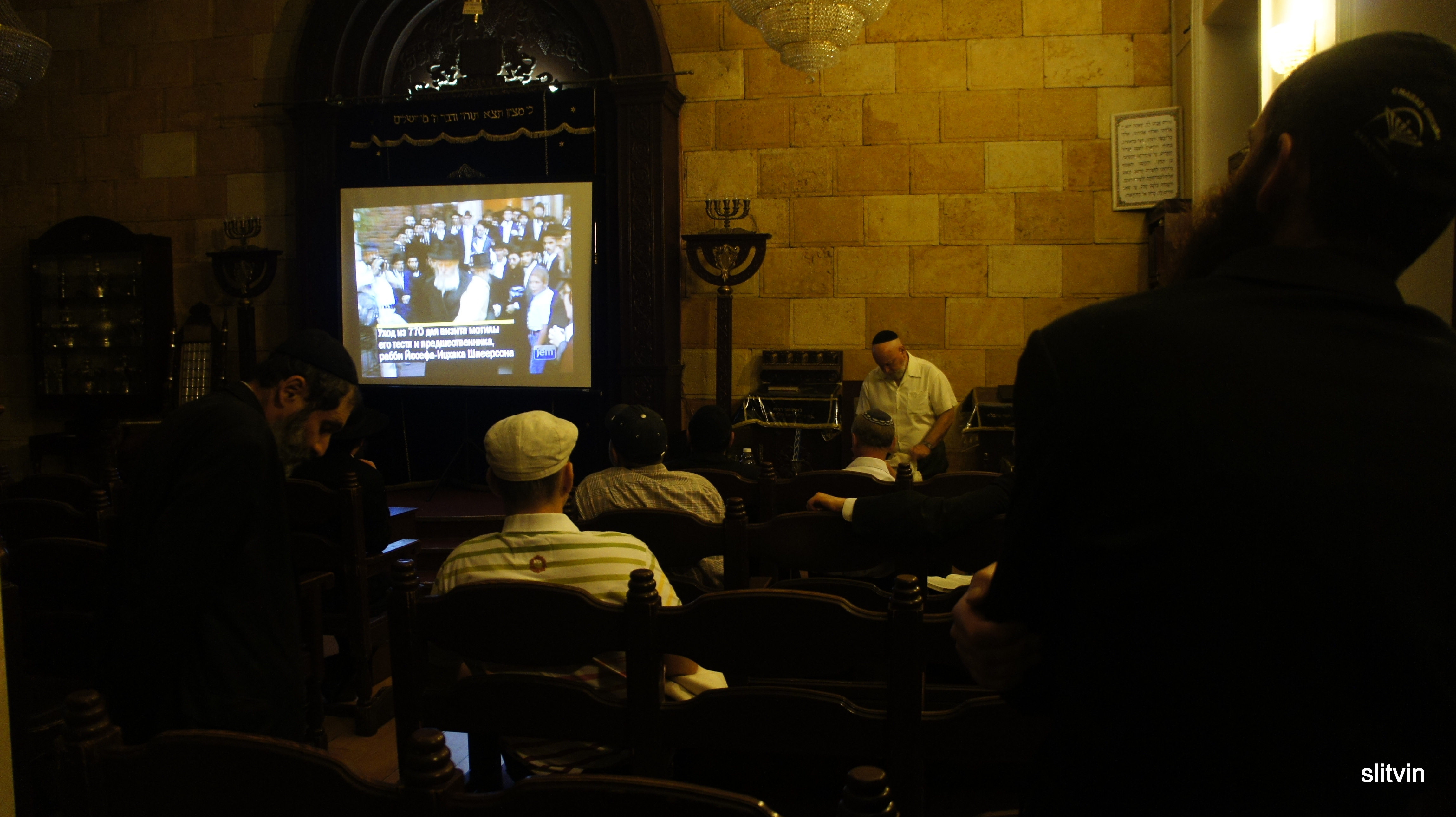
Інтер'єр синагоги
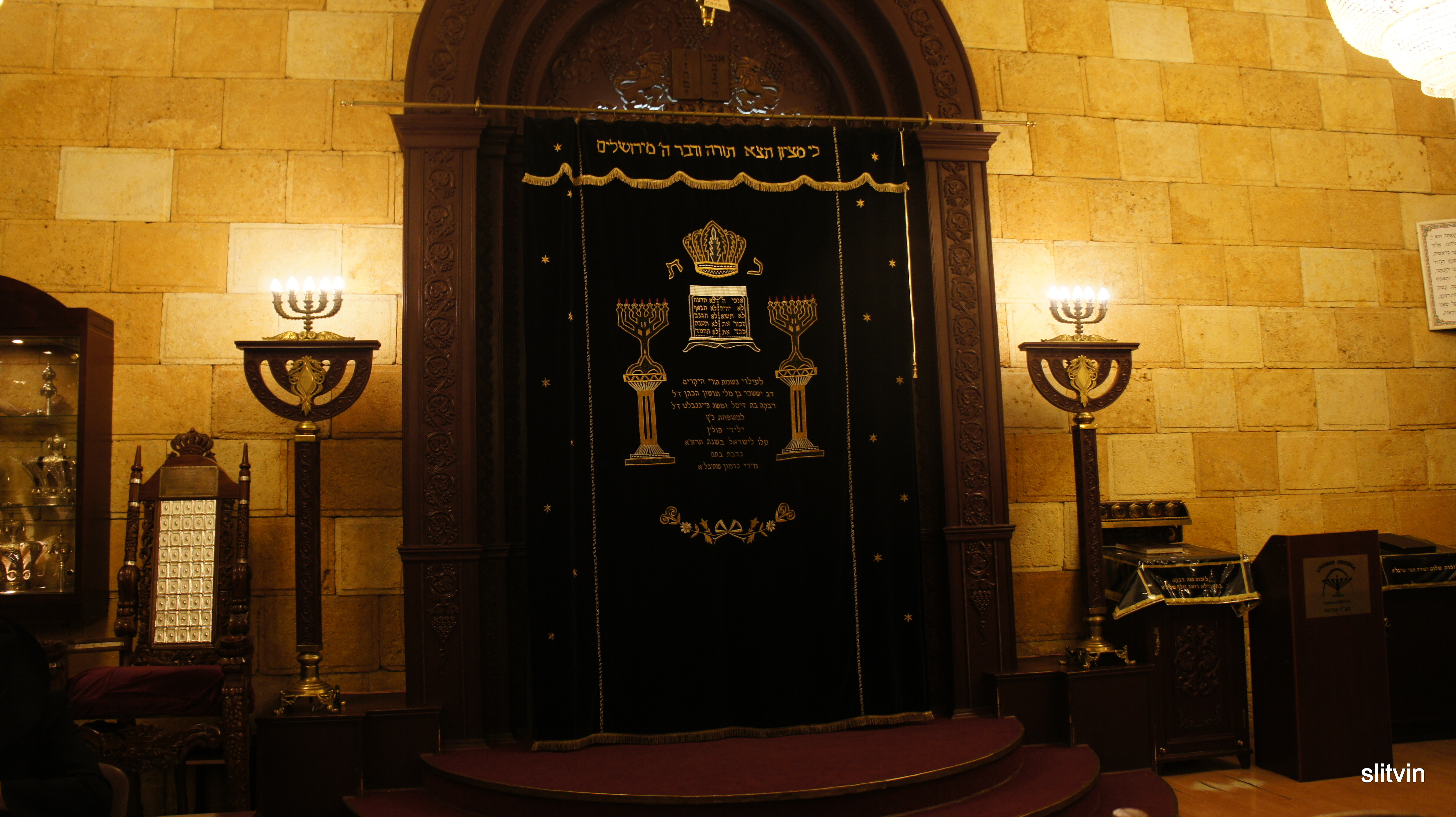
Арон Га-кодеш
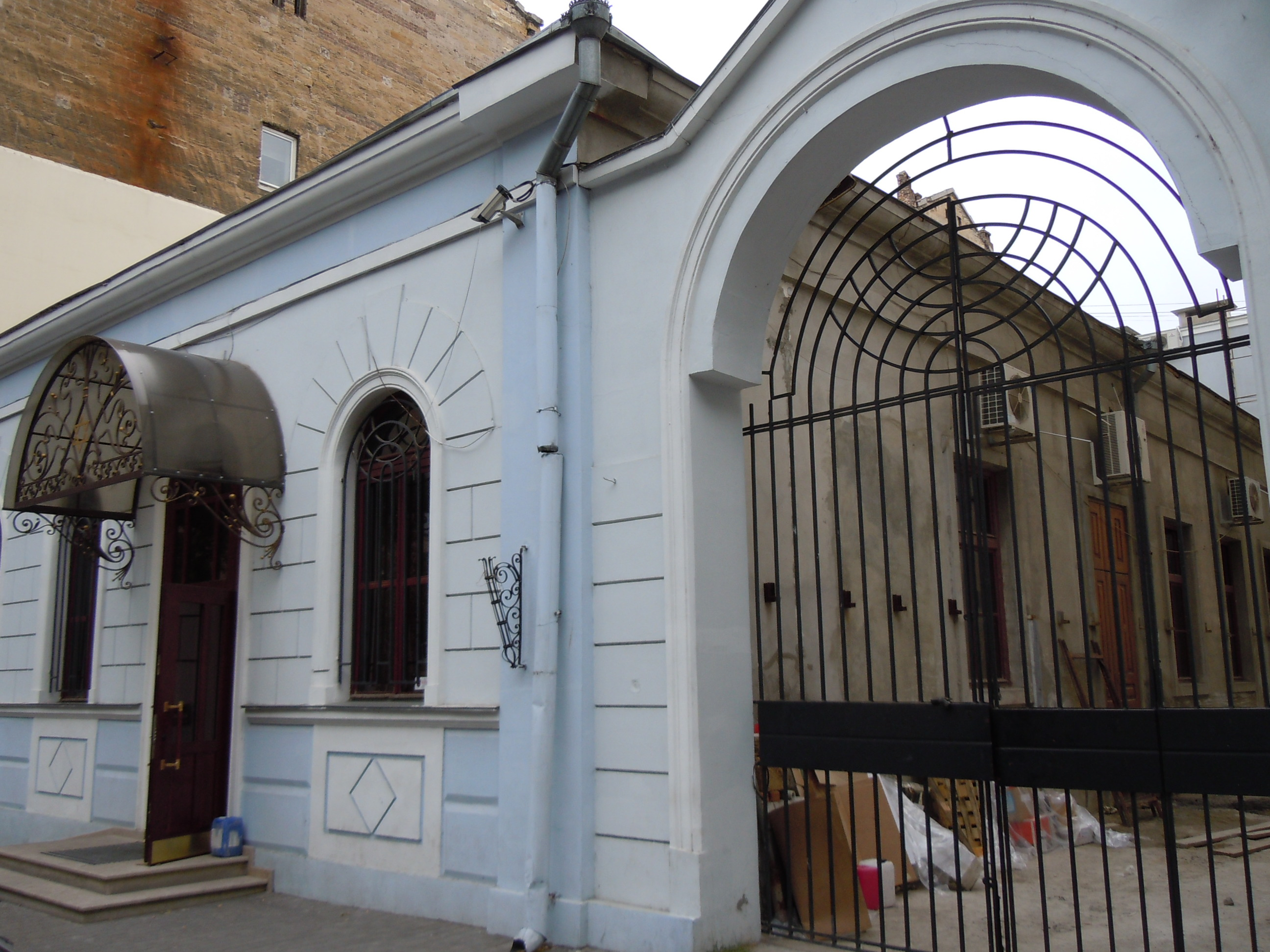
Брама синагоги